# Nowy Dwór (województwo lubuskie)
Nowy Dwór (niem. Neuhaus) – wieś w Polsce położona w województwie lubuskim, w powiecie międzyrzeckim, w gminie Skwierzyna. Wieś należy do sołectwa Świniary.

## Położenie
Wieś na prawym brzegu Warty, i południowym skraju Puszczy Noteckiej, ok. 10 km na północny wschód od Skwierzyny, przy drodze do Wiejc.

## Historia i zabytki
Wieś założono w XVII w. w czasie akcji zagospodarowywania prawego brzegu Warty. W XVII w. obok wsi dworskiej powstała osada olęderska Nowydom (niem. Neuhaus).
W okresie Wielkiego Księstwa Poznańskiego (1815-1848) miejscowość należała do wsi większych w ówczesnym pruskim powiecie Międzyrzecz w rejencji poznańskiej. Nowy Dwór należał do okręgu starodworskiego tego powiatu i stanowił odrębny majątek, którego właścicielem był wówczas Tresków. Według spisu urzędowego z 1837 roku wieś liczyła 160 mieszkańców, którzy zamieszkiwali 16 dymów (domostw). Wzmiankowany były wówczas także Nowydwór Olendry (6 domów, 43 osoby).
We wsi kościół neogotycki z XIX w, rozległy park krajobrazowy, a w nim ruina pałacu neoklasycystycznego z wieżą z XIX w. Obok pozostałości zabudowy folwarcznej. W lesie przy drodze 199 znajdują się pozostałości cmentarza ewangelickiego. Pod Nowym Dworem na granicy łąk i lasów rosną pomnikowe dęby.
W latach 1975–1998 miejscowość położona była w województwie gorzowskim.